# Alexandru Myller

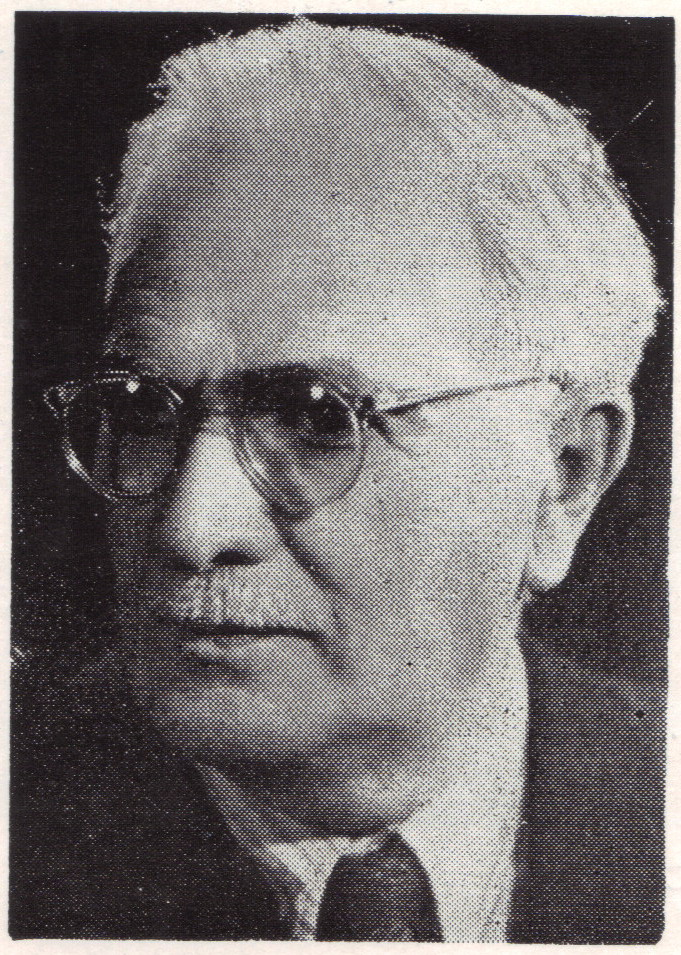
Alexandru Myller

Alexandru Myller (n. 3 decembrie 1879, București – d. 4 iulie 1965, Iași) a fost un matematician român, membru de onoare al Academiei Române. Alexandru Myller a fost ctitorul școlii matematice ieșene, savant de reputație internațională și eminent profesor al Universității din Iași.

## Biografie
Alexandru Myller s-a născut în București, unde a urmat școala primară, liceul (1896) și Facultatea de Științe (1900), având ca profesori pe reputații matematicieni Spiru Haret, Ermil A. Pangrati, N. Coculescu și D. Emmanuel. După un scurt stagiu ca profesor la Liceul „V. Alecsandri” din Galați, în 1902 pleacă la studii la Göttingen, unde a avut ca profesori pe celebrii matematicieni Felix Klein și David Hilbert. Preluând creator noua teorie a lui Hilbert asupra ecuațiilor integrale, Myller publică un ciclu de lucrări printre care și teza de doctorat (1906), elaborată sub îndrumarea lui Hilbert. Ele au marcat un moment însemnat în afirmarea matematicii românești în lume. A obținut numeroase rezultate în domeniul teoriei ecuațiilor diferentiale și integrale: extinderea unor rezultate ale lui Hilbert la cazul unor ecuații diferențiale de ordin arbitrar, ecuații integrale cu nucleu antisimetric, probleme bilocale, la limită și de periodicitate pentru ecuații diferențiale ordinare și cu derivate parțiale, utilizarea metodelor funcționale în rezolvarea unor probleme de fizică matematică, geometrie diferențială, definirea noțiunii de concurență a vectorilor contravarianți ca o generalizare a paralelismului Tullio Levi-Civita.

## Activitatea științifică
Numit în 1910 profesor titular la catedra de geometrie analitică a Universității din Iași, Myller pune bazele învățământului matematic modern prin: 
- fondarea vestitei biblioteci de specialitate (18.X.1910), ca fundament al cercetărilor originale;
- încadrarea unui corp profesoral de mare valoare;
- atragerea unor tineri cu care creează prima școală românească de matematică, cunoscută sub numele de Seminarul Matematic din Iași;
- inițierea în premieră la Iași a unor studii de istoria matematicii românești și universale;
- introducerea cursurilor libere/opționale de specialitate și a lucrărilor de licență;
- contribuții originale în geometria diferențială, care au lansat școala ieșeană în competiția internațională, pentru prima oară în 1922 prin publicarea lucrărilor legate de paralelismul lui Levi-Civita;
- apariția în 1933 a memoriului de geometrie diferențială centro-afină elaborat în colaborare cu Octav Mayer.

Ca profesor, Alexandru Myller a fost un maestru în arta comunicării cu studenții. A aplicat, pentru prima oară în România, metoda euristică în predarea matematicii la nivel universitar. Lecțiile sale erau adevărate momente de creație, în care profesorul ghida pe studenți să descopere împreună adevărurile științei predate. A împărtășit cu dragoste și generozitate fiecărei generații de studenți tot ce a acumulat din punct de vedere științific și metodic. Sub îndrumarea sa, a fost obținut (în 1920) primul doctorat în matematici pure, la o universitate românească, de către O. Mayer. După război a funcționat ca rector în dificila perioadă 1944-1945. A fost președintele comisiei de epurare de la Universitatea ieșeană, din care mai făceau parte profesorii Iorgu Iordan și Gheorghe Zane, înlocuit ulterior cu Andrei Oțetea. Până în primăvara anului 1945, această comisie a înlăturat de la catedră aproximativ 30 de cadre didactice, puse sub acuzația de colaborare cu regimul carlist și antonescian sau simpatii legionare și naziste. A fost, în fapt, o încercare de eliminare a celor indezirabili noului regim și o acțiune în forță pentru controlul puterii și a vieții universitare, nefinalizată în 1945 și continuată sub alte forme, mai discrete, la începutul anilor 50. În 1947 iese la pensie. A continuat să lucreze până la stingerea sa din viață, survenită la 4 iulie 1965.
Pentru meritele sale de excepție, Academia Română l-a ales membru de onoare la 27 mai 1938, iar Universitatea Humboldt din Berlin i-a decernat în 1959, titlul de Doctor Honoris Causa pentru străduințe deosebite de a crea o matematică românească de sine stătătoare. A mai primit numeroase distincții și decorații din partea statului român. Prin Decretul Prezidențial al Consiliului de Miniștri emis de Prezidiul Marii Adunări Naționale a Republicii Populare Române, nr. 1454 din 12 august 1948, este numit membru titular în cadrul Secțiunii de Științe Fizice-Matematice și Chimice a Academiei Republicii Populare Române.
A fost membru titular al Academiei de Științe din România începând cu 21 decembrie 1935.

## Distincții
- Ordinul „Steaua Republicii Populare Romîne” clasa a II-a (31 decembrie 1956) „cu prilejul împlinirii a 90 de ani de la înființarea Societății Academice Romîne, pentru merite deosebite in muncă”[5]
- titlul de Om de Știință Emerit al Republicii Populare Romîne (31 decembrie 1962) „pentru activitate îndelungată, contribuție în dezvoltarea științei și merite deosebite în dezvoltarea învățământului superior”[6]